# Chaetodon nigropunctatus
Chaetodon nigropunctatus är en fiskart som beskrevs av Sauvage, 1880. Chaetodon nigropunctatus ingår i släktet Chaetodon och familjen Chaetodontidae. IUCN kategoriserar arten globalt som livskraftig. Inga underarter finns listade i Catalogue of Life.